# IC 1984
IC 1984 је спирална галаксија у сазвјежђу Часовник која се налази на листи објеката дубоког неба у Индекс каталогу.
Деклинација објекта је - 47° 4' 35" а ректасцензија 3h 39m 50,2s. Привидна величина (магнитуда) објекта IC 1984 износи 15,2 а фотографска магнитуда 16,0. IC 1984 је још познат и под ознакама ESO 249-12, PGC 13487.